# 垂井町立岩手小学校
垂井町立岩手小学校 （たるいちょうりついわでしょうがっこう） とは、岐阜県不破郡垂井町にある小学校である。
敷地は竹中氏陣屋跡地であり、一部の児童は現存する櫓門を通って登下校をしている。

## 通学区域
- 垂井町岩手（字灯明の一部を除く）
- 垂井町大石
- 垂井町伊吹[1]

## 沿革
- 1873年（明治6年） - 菁莪義校が開校。竹中氏陣屋の「菁莪堂」を校舎として使用。岩手村、大石村、伊吹村[2]の児童が通学する。
- 1874年（明治7年） - 伊吹村が離脱し、伊吹学校[3]が開校。
- 1876年（明治9年） - 校舎新築。
- 1881年（明治14年） - 岩手小学校に改称する。
- 1886年（明治19年） - 岩手尋常簡易科小学校に改称する。
- 1889年（明治22年）- 岩手尋常小学校に改称する。
- 1993年（明治26年） - 岩手尋常高等小学校に改称する。
- 1897年（明治30年）4月1日 - 岩手村、大石村、及び相川村の一部（伊吹）が合併し、岩手村が発足。伊吹地区の児童が転入する。
- 1941年（昭和16年） - 岩手国民学校に改称する。
- 1947年（昭和22年） - 岩手村立岩手小学校に改称する。
- 1954年（昭和29年）
  - 9月1日 - 大高地区が関ケ原町、玉村、今須村と合併し、改めて関ケ原町となる。大高地区の児童が関ケ原町立関ケ原小学校に転入する。
  - 9月10日 - 垂井町、表佐村、岩手村、府中村、宮代村が合併し、改めて垂井町が発足。同時に垂井町立岩手小学校に改称する。
- 1979年（昭和54年） - 新校舎（鉄筋コンクリート造）完成。
- 1987年（昭和62年） - 体育館が完成。

## その他
- 菁莪義校の校舎の玄関部分は、1979年に岩手小学校の東南に移築復元され、菁莪記念館として竹中氏関連の資料を展示している[4][5]。